# Arturo Barrios
Arturo Barrios (Arturo Barrios Flores; * 12. Dezember 1962 in Mexiko-Stadt) ist ein ehemaliger mexikanischer Langstreckenläufer.

## Leben
Er wurde bekannt durch seine Weltrekorde im 10.000-Meter-Lauf (27:08,23 min am 18. August 1989 in Berlin) und im Stundenlauf (21.101 m am 30. März 1991 in La Flèche). Letzteren verlor er nach 16 Jahren an Haile Gebrselassie, der den Rekord am 27. Juni 2007 in Ostrava auf 21.285 m brachte. Auch den als Zwischenzeit aufgestellten Rekord im 20.000-Meter-Bahnlauf (56:55,6 min) verlor er an diesem Tag an Gebrselassie, der 56:25,98 min benötigte.
Barrios war somit der erste Läufer, der die Halbmarathon-Distanz (21,0975 m) in weniger als einer Stunde zurücklegte.
Er hält außerdem die mexikanischen Landesrekorde über 3000 m (7:35,71 min am 10. Juli 1989 in Nizza) und 5000 m (13:07,79 min am 14. Juli 1989 in London) sowie im 10-km- (27:41 min am 1. März 1986 in Phoenix) und 15-km-Straßenlauf (42:36 min am 29. Juni 1986 in Portland).
Bei den Leichtathletik-Weltmeisterschaften 1987 in Rom wurde er Vierter über 10.000 m, bei den Olympischen Spielen 1988 in Seoul und den Spielen 1992 in Barcelona über dieselbe Distanz jeweils Fünfter.
Er erwarb 1994 die US-amerikanische Staatsbürgerschaft und lebt heute mit seiner Frau Dagny in Boulder (Colorado), wo er als Trainer für das U.S. Army’s World Class Athlete Program tätig ist.